# Zum Leuchtthurm an der Ostsee

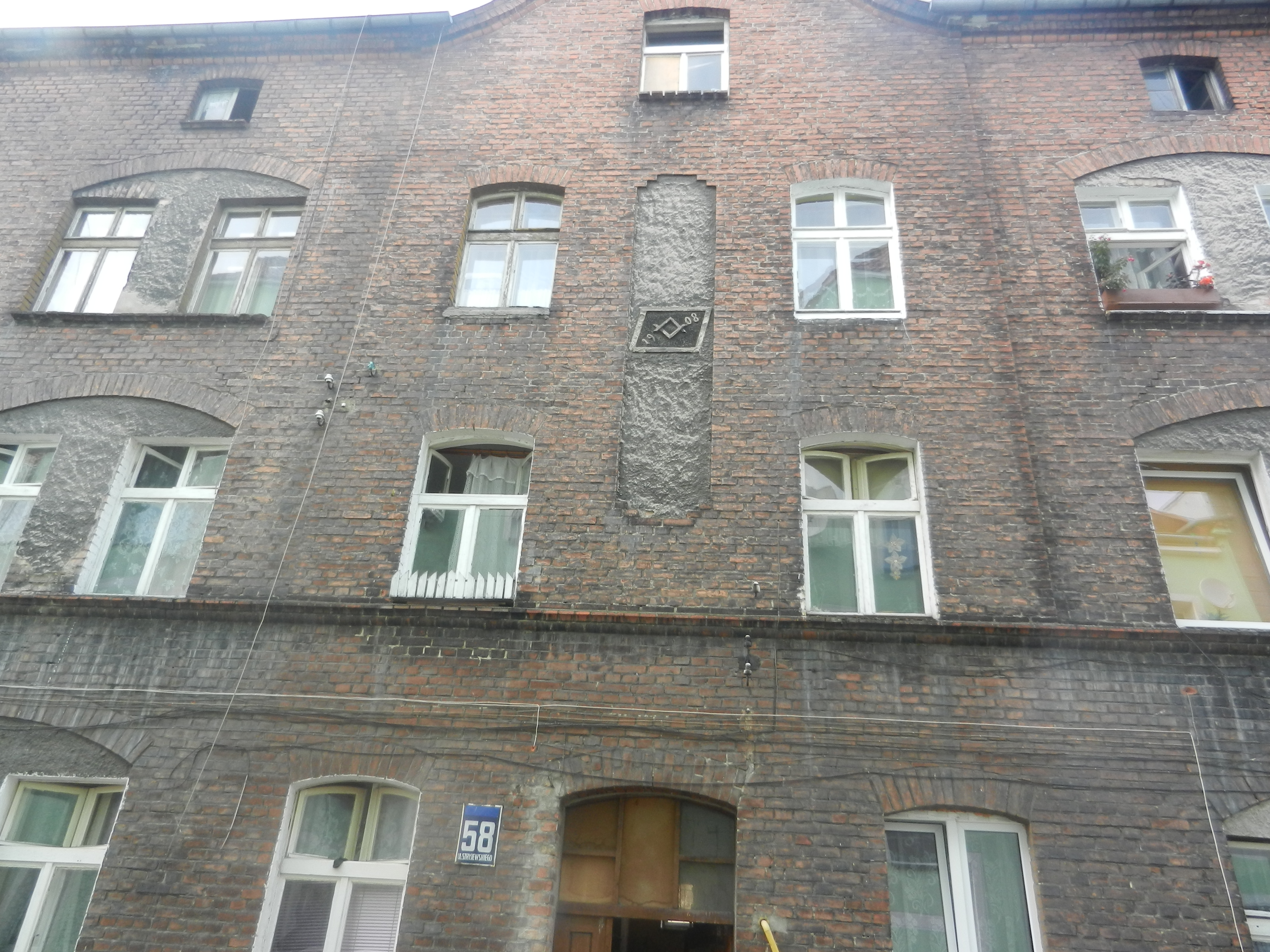
Logenhaus der ehemaligen Freimaurerloge in Lębork (Lauenburg in Pommern)

Zum Leuchtthurm an der Ostsee war eine Freimaurerloge, die ab 1866 in der Stadt Lauenburg in Pommern in der Provinz Pommern bestand.

## Geschichte und bekannte Mitglieder
Die Loge mit dem vollständigen Namen Johannis-Loge genannt „Zum Leuchtthurm an der Ostsee“ zu Lauenburg in Pommern wurde am 17. November 1866 in Lauenburg i. Pom. gegründet und hatte viele bedeutende Mitglieder, die aus Lauenburg und nahe gelegenen Städten wie Stolp und Danzig stammten. Zu den  Ehrenmitgliedern gehörten unter anderen der Danziger Gymnasiallehrer Julius Czwalina und der preußische Generalmajor Karl Friedrich von Flotow. Unter ihren Mitgliedern waren auch einige bedeutende Unternehmer, wie der Zündholzfabrikant Wilhelm Hertzberg aus Köslin, Eigentümer einer der größten Fabriken in der Region, der Brauereibesitzer Wilhelm Hertzberg, sowie Mitglieder der Danziger Händlerfamilie Lenz, die Kaufhäuser besaß. Aber auch Apotheker, Lehrer und Regierungsbeamte gehörten zu den Mitgliedern.